# Louis Althusser
Louis Althusser ([lwi altyseʁ]), född 16 oktober 1918 i Birmandreïs i dåvarande franska Algeriet, död 22 oktober 1990 i La Verrière, Yvelines, var en fransk marxistisk filosof. 
Althusser studerade vid École normale supérieure (ENS) i Paris, där han senare kom att föreläsa under många år. Han var medlem av Franska kommunistpartiet; emellanåt kritiserade han partiet för att, vad han ansåg, avvika från marxismens teoretiska grunder. Althusser motsatte sig partiets betoning på humanism och subjektets hegemoni samt den utbredda personkulten. Althusser betraktas som en företrädare för den strukturalistiska marxismen, även om han riktade skarp kritik mot strukturalismen i stort.
Althusser led av recidiverande depressioner. År 1980 ströp han sin hustru Hélène Rytmann till döds. Han ansågs dock, på grund av sitt mentala tillstånd, inte kunna ställas inför rätta och lades i stället in på en psykiatrisk klinik under tre år. Därefter publicerade han få akademiska verk och avled 1990.

## Biografi
Louis Althusser föddes i Algeriet och studerade vid École normale supérieure i Paris där han senare också blev professor i filosofi. Han är en av få filosofer som förklarar och redogör för Lenins kritik mot empiriokriticismen, av Althusser kallad machismen, i avhandlingen Lenin och filosofin. Sin antihumanism presenterar han i ett verk om Marx, där han tar avstånd från begrepp som "mänskligt värde", vilket han tillskriver en borgerlig tankevärld. Hans verk om ideologier har även varit mycket uppmärksammade, där han fortsätter i Antonio Gramscis tradition och idéer om hegemoni.
Vad beträffar Marx bestred han tolkningar av denne som byggde på en ekonomisk, historisk, eller ideell syn, och försökte kombinera Marx med strukturalism. I första hand skulle man tolka Marx som en som bröt med den rådande epistemologin.
Kritiken mot Althusser, inte minst inom kretsen av intellektuella kring den Nya vänstern, var att Althussers perspektiv ledde till en dyster, "superdeterministisk", ödesbestämdhet, där det mänskliga handlandet inte spelade någon roll.
Althusser fick ett stort genomslag inom marxistisk teori och poststrukturalism. Bland hans studenter finns Alain Badiou, Régis Debray och Jacques Rancière.
I november 1980 ströp Althusser under oklara förhållanden sin hustru Hélène (1910–1980) till döds. På grund av sitt psykiska tillstånd åtalades han dock inte för brottet, utan intogs istället på psykiatrisk klinik. Althusser kommenterar händelsen i boken L'avenir dure longtemps (1985).

## Symptomal läsning
I skriften Att läsa Kapitalet lägger Althusser fram sin tes om Marx brytning med den klassiska politiska ekonomin. Han hävdar att den politiska ekonomin har ett synlighetsfält (även känt som problematik), som består av synliga och osynliga delar. När man upptäcker denna problematik, det fält som bestämmer vad som är synligt och vad som är osynligt, kommer man kunna skifta objekt hos vetenskapen. Det är detta Althusser menar att Karl Marx gjorde i och med sin kritik av den politiska ekonomin; istället för att ta det osynliga svar som Smith och Ricardo producerat att "arbete skapar värde" så ställde sig Marx frågan "vilket arbete skapar värde?". Således skiftade Marx fokus. Ett annat sätt att uttrycka det är att Althusser visar på hur Marx dekonstruerade den rådande ekonomiska teorin och på vis synliggjorde dess grundvalar.